# Organización Democrática Nacionalista
ORDEN ou Organización Democrática Nacionalista est une organisation paramilitaire salvadorienne fondée sous le régime militaire de Julio Adalberto Rivera, dirigée par José Alberto Medrano. L'ORDEN a aidé à contrôler les élections de 1972, au cours desquelles José Napoleón Duarte, soucieux de la réforme, a perdu contre Arturo Armando Molina (du parti de Rivera, le Parti de la concertation nationale (PCN)) en raison d'une fraude.